# Sint-Jacobspomp

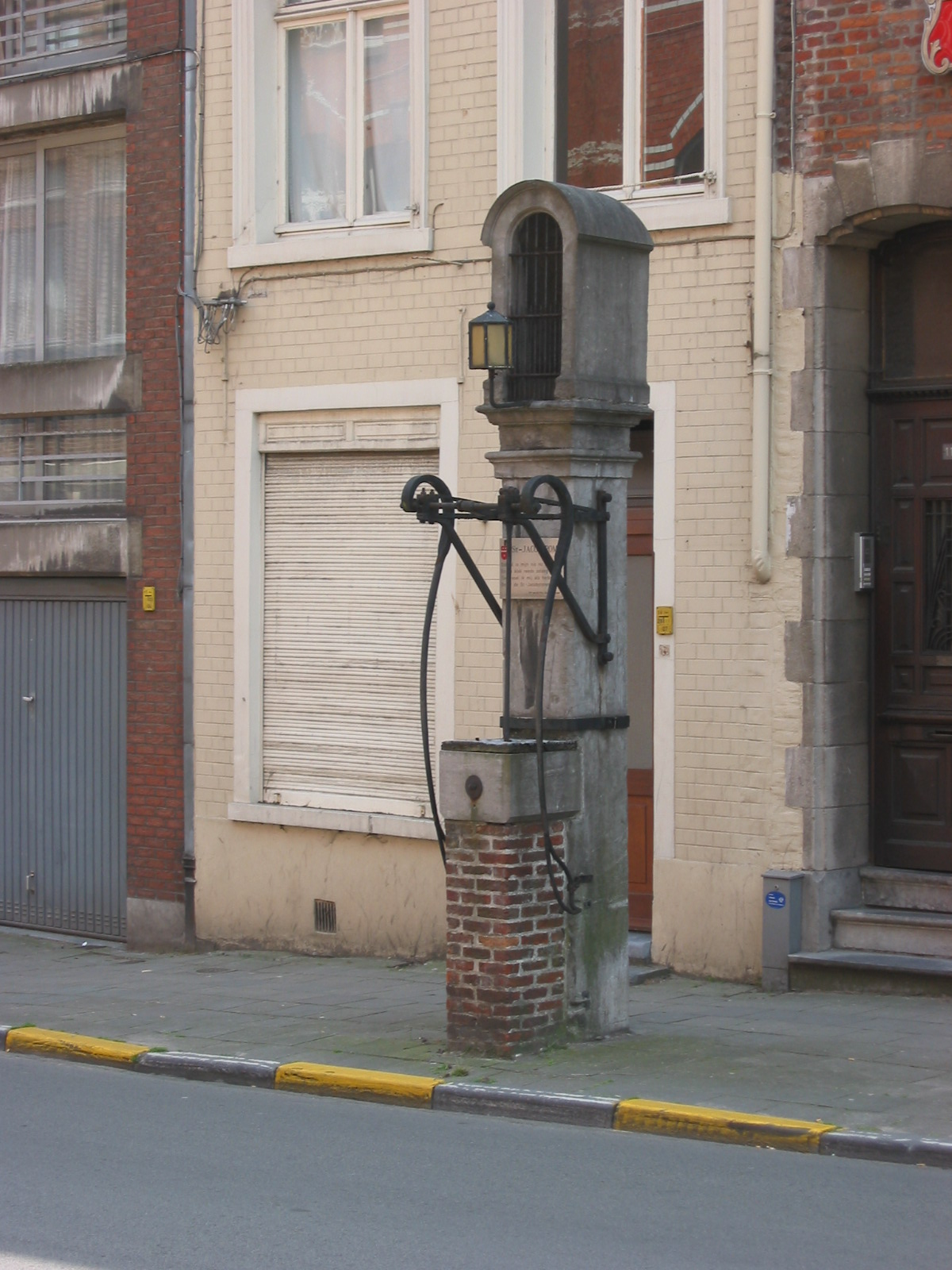
Sint-Jacobspomp in Leuven

De Sint-Jacobspomp was een openbare pomp in de stad Leuven (België), in de Sint-Hubertusstraat. Dit is nabij de Sint-Jacobsmarkt en de Sint-Jacobskerk, vandaar de naam.
Zij dateert van het einde van de 18e eeuw. Er zijn twee pomparmen, beide van smeedijzer. Bovenaan staat er een getraliede nis, waarin vroeger een beeld stond van Sint-Jacob. Voor de nis hangt een lantaarn. 
Sinds 1995 is de pomp beschermd erfgoed.